# Мордвинцев, Юрий Дмитриевич
Юрий Дмитриевич Мордвинцев (род. 9 мая 1963, Лениногорск, Татарская АССР) — советский и российский хоккеист, нападающий. Тренер. Мастер спорта России.

## Биография
Воспитанник лениногорского хоккея. Выступал за команды «Нефтяник» Лениногорск (1980/81 — 1981/82), «Спутник» / «Нефтяник» Альметьевск (1982/83 — 1983/84, 1985/86 — 1992/93), ЦСК ВВС Самара (1992/93 — 1997/98), «ЦСК ВВС-2» (1998/99).
Играющий тренер (1998—1999), главный тренер (1999) «ЦСК ВВС-2». Тренер (2000—2008, 2013—2014, 2015—2016), начальник команды (2018—2021), и. о. главного тренера (2021/22, с 10 декабря), главный тренер (с 2022/23) ЦСК ВВС. Тренер в клубе «Зауралье» Курган (2010 — 20 января 2013). В сезоне 2014/15 до 18 ноября — главный тренер, затем — старший тренер «Нефтяника» Альметьевск.
С 2021 по 2024 год был главным тренером ЦСК ВВС. В марте 2025 года вместе с генеральным директором клуба Юрием Ковтуном был задержан за вымогательство денег у хоккеистов. После обыска отпущен в статусе свидетеля.
Младший брат Сергей также хоккеист и тренер.